# Saint-Denis-de-Vaux
 Saint-Denis-de-Vaux  es una población y comuna francesa, en la región de Borgoña, departamento de Saona y Loira, en el distrito de Chalon-sur-Saône y cantón de Givry.

## Demografía
| 178 | 175 | 190 | 194 | 204 | 245 |
| Para los censos de 1962 a 1999 la población legal corresponde a la población sin duplicidades (Fuente: INSEE [Consultar]) |     |     |     |     |     |